# Ceresium illidgei
Ceresium illidgei là một loài bọ cánh cứng trong họ Cerambycidae.